# A Maiden's Trust
A Maiden's Trust è un cortometraggio muto del 1917 diretto da Victor Heerman e da Harry Williams.

## Produzione
Il film fu prodotto dalla Keystone Film Company.

## Distribuzione
Distribuito dalla Triangle Distributing, il film - un cortometraggio in due bobine - uscì nelle sale cinematografiche statunitensi il 29 aprile 1917.
Non si conoscono copie ancora esistenti della pellicola che viene considerata presumibilmente perduta.